# Qui va matar Cachou?
Qui va matar Cachou? és un documental català de 2024 dirigit per David Fontseca que narra un fet insòlit a Europa: el primer cas de mort per enverinament d'un animal protegit que pot portar els autors del crim a ser jutjats penalment.

## Argument
D'ençà de la mort de l'os Cachou l'abril del 2020 a la muntanya de Soberpèra de Les en estranyes circumstàncies, la investigació policial del cas Cachou sota secret de sumari es va allargar gairebé un any i ha sumat sorpreses, intrigues, cops d'efecte i girs de guió com en un thriller: hi va haver 6 detencions i es va destapar una xarxa de tràfic de cocaïna.
El 18 de novembre, un agent de medi ambient del Consell General d'Aran que formava part de la patrulla de seguiment de l'os, fou detingut en el curs de les investigacions judicials. L'endemà fou posat en llibertat amb càrrecs, acusat d'un crim contra la fauna, revelació de secrets i prevaricació. La investigació va concloure que Cachou hauria estat enverinat amb un producte anticongelant (etilenglicol).